# Sweeney Schriner
David "Sweeney" Schriner, född 30 november 1911 i Saratov, Ryska Imperiet, död 4 juli 1990 i Calgary, Alberta, var en kanadensisk professionell ishockeyspelare som spelade i NHL för New York Americans och Toronto Maple Leafs.
Sweeney Schriner utsågs till årets nykomling i NHL säsongen 1934–35 och vann NHL:s poängliga de två följande säsongerna, 1935–36 och 1936–37, som medlem av New York Americans. Med Toronto Maple Leafs vann Schriner två Stanley Cup, 1942 och 1945.
1962 valdes Sweeney Schriner in i Hockey Hall of Fame.

## Statistik
| 1933–34    | Syracuse Stars      | IHL        | 44  | 17  | 11  | 28  | 28  | 4  | 0  | 0  | 0  | 0  |
| 1934–35    | New York Americans  | NHL        | 48  | 18  | 22  | 40  | 6   | —  | —  | —  | —  | —  |
| 1935–36    | New York Americans  | NHL        | 48  | 19  | 26  | 45  | 8   | 5  | 3  | 1  | 4  | 2  |
| 1936–37    | New York Americans  | NHL        | 48  | 21  | 25  | 46  | 17  | —  | —  | —  | —  | —  |
| 1937–38    | New York Americans  | NHL        | 48  | 21  | 17  | 38  | 22  | 6  | 1  | 0  | 1  | 0  |
| 1938–39    | New York Americans  | NHL        | 48  | 13  | 31  | 44  | 20  | 2  | 0  | 0  | 0  | 30 |
| 1939–40    | Toronto Maple Leafs | NHL        | 39  | 11  | 15  | 26  | 10  | 9  | 1  | 3  | 4  | 4  |
| 1940–41    | Toronto Maple Leafs | NHL        | 48  | 24  | 14  | 38  | 6   | 7  | 2  | 1  | 3  | 4  |
| 1941–42    | Toronto Maple Leafs | NHL        | 47  | 20  | 16  | 36  | 21  | 13 | 6  | 3  | 9  | 10 |
| 1942–43    | Toronto Maple Leafs | NHL        | 37  | 19  | 17  | 36  | 13  | 4  | 2  | 2  | 4  | 0  |
| 1944–45    | Toronto Maple Leafs | NHL        | 26  | 22  | 15  | 37  | 10  | 13 | 3  | 1  | 4  | 4  |
| 1945–46    | Toronto Maple Leafs | NHL        | 47  | 13  | 6   | 19  | 15  | —  | —  | —  | —  | —  |
| 1948–49    | Regina Capitals     | WCSHL      | 36  | 26  | 27  | 53  | 30  | 8  | 10 | 2  | 12 | 0  |
| NHL totalt | NHL totalt          | NHL totalt | 484 | 201 | 204 | 405 | 148 | 59 | 18 | 11 | 29 | 54 |